# Щекалёв, Юрий Григорьевич
Юрий Григорьевич Щекалёв (8 декабря 1929, Тарасково, Свердловская область — 16 июля 2003, Новоуральск, Свердловская область) — советский хозяйственный и государственный деятель, Герой Социалистического Труда.

## Биография
Родился в 1929 году в селе Тарасково Невьянского района Уральской области (ныне подчинено городу-ЗАТО Новоуральску). Член КПСС.
В 1952—1986 — монтажник, бригадир монтажников Второго Свердловского строительно-монтажного управления треста «Уралстальконструкция» Министерства монтажных и специальных строительных работ СССР.
Указом Президиума Верховного Совета СССР от 17 мая 1977 года присвоено звание Героя Социалистического Труда с вручением ордена Ленина и золотой медали «Серп и Молот».
За достижение высокой производительности труда на основе выполнения объёмов строительства с меньшей численностью рабочих был в составе коллектива удостоен Государственной премии СССР за выдающиеся достижения в труде 1979 года.
Умер в 2003 году в Новоуральске.

## Награды и звания
- Герой Социалистического Труда (19.05.1977)
- Орден Ленина (19.05.1977)
- Орден Трудового Красного Знамени (09.01.1974)